# Punta della Barma
La Punta della Barma (in francese, Pointe de Barme; in patois fontainemorain, Moun da Barma) è una montagna delle Alpi Biellesi alta 2.379 m.

## Descrizione

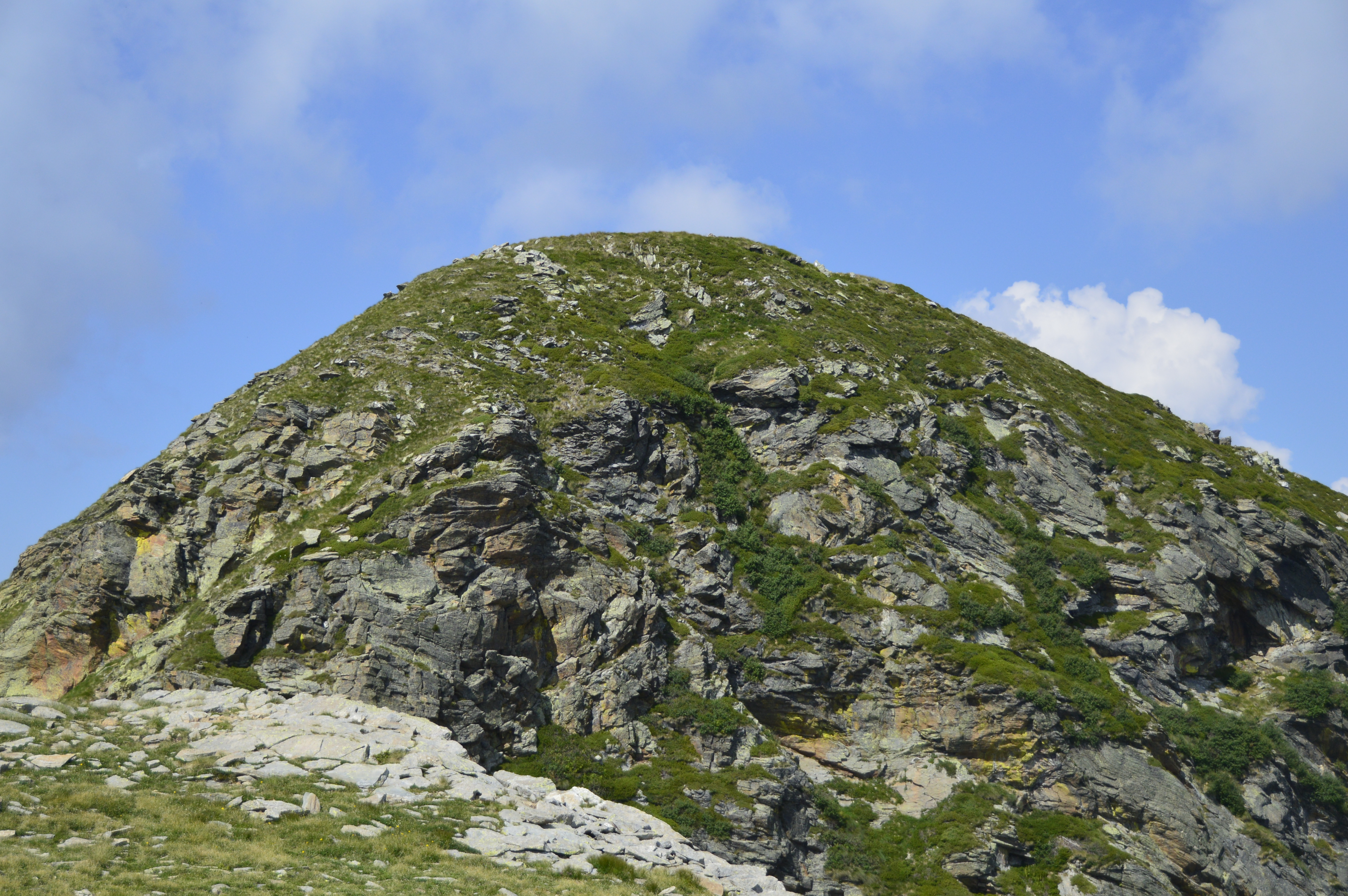
La punta della Barma vista dal monte Camino

Si trova tra la Valle Cervo e la Valle del Lys (o Valle di Gressoney) ed interessa il comune di Fontainemore, quello di Biella (nel quale ricade tutta la conca di Oropa) e un'isola amministrativa del comune di Andorno Micca. 
La cima rappresenta un importante nodo orografico dove dalla cresta spartiacque Cervo-Lys si stacca la costiera che divide il solco principale della Valle Cervo dalla conca di Oropa. 
È separata dal vicino Monte Camino da un colletto a quota 2.308, mentre il Colle della Barma la divide dal Monte Rosso; in direzione nord la prima montagna rilevante è invece la Punta Lei long (fr. Pointe de Lac long - 2.321 m). La sua conformazione appare a pan di zucchero, almeno da alcuni punti di vista.
Sul versante sud attorno a quota 2000 si trova un piccolissimo specchio d'acqua (il Lago del Camino) mentre la conca ad ovest della montagna, in territorio valdaostano, ospita vari laghi il più grande dei quali è il Lago della Barma (fr. Lac de Barme).

## Toponimo

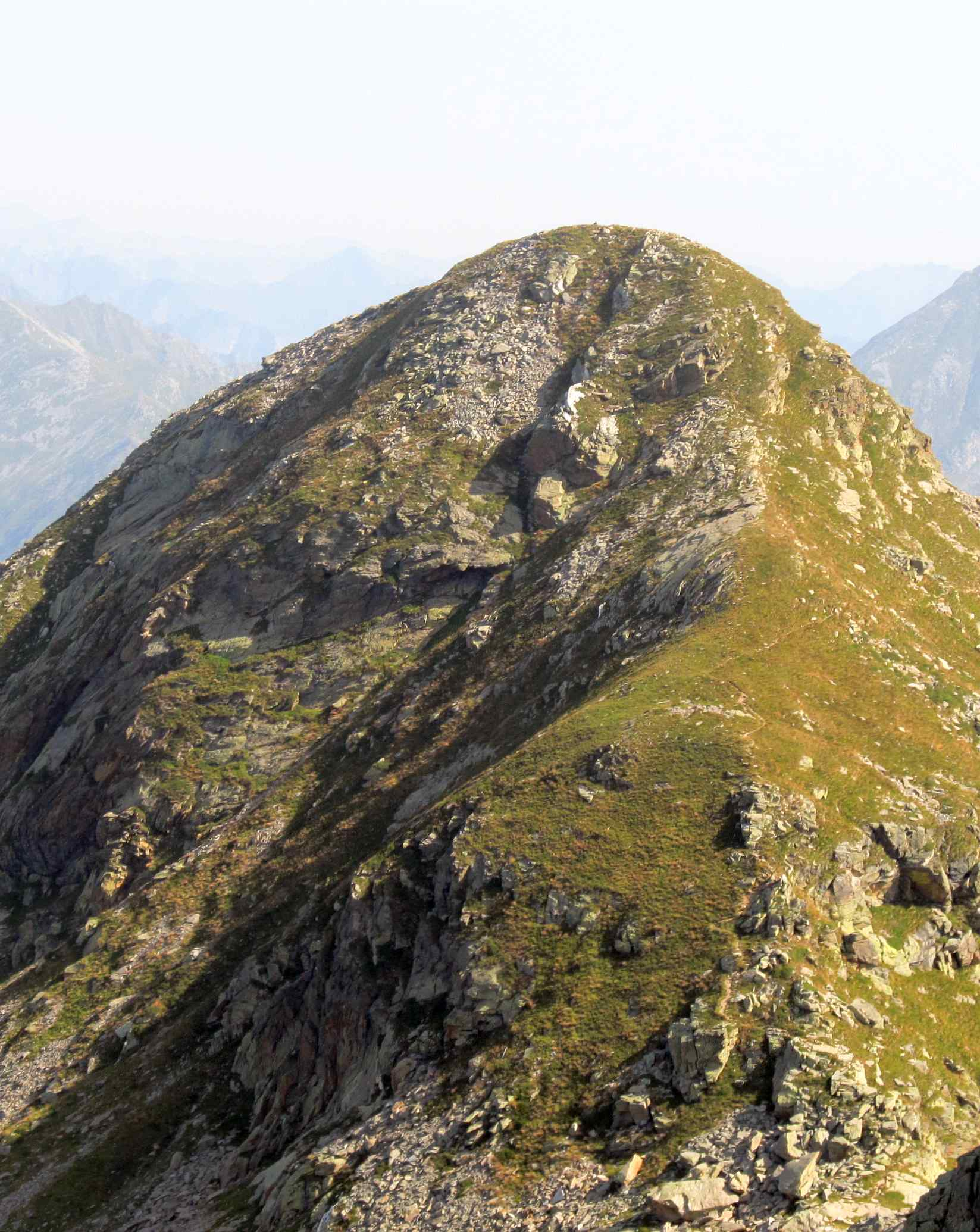
Il versante sud visto dal Rosso

Il termine Barma (o Balma) indica in patois valdostano un riparo sotto una roccia o una caverna. In vecchie pubblicazioni è anche chiamata Punta della Croce

## Escursionismo

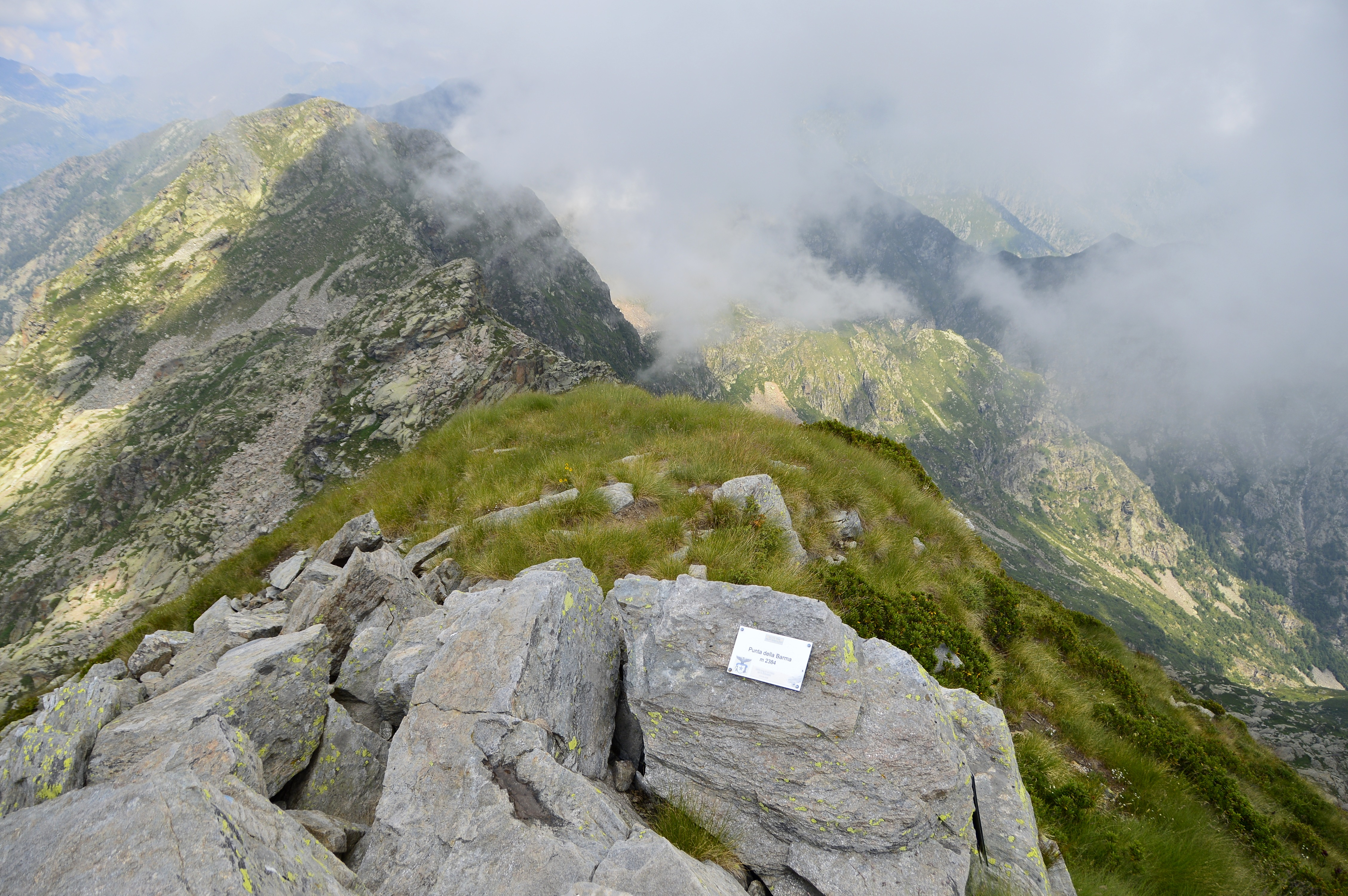
La vetta della montagna

La vetta è facilmente raggiungibile (per tracce di sentiero) seguendo la cresta sud a partire dal colle della Barma; dal Monte Camino occorre invece percorrere un sentierino che ne attraversa il versante sud-orientale e che confluisce poi nella via di salita dal colle della Barma.
Per il crinale spartiacque Cervo-Lys transita anche l'Alta Via delle Alpi Biellesi, un trekking con caratteristiche in parte alpinistiche.

## Protezione della natura
Come del resto tutta la conca di Oropa, le pendici sud-occidentali della montagna sono state incluse nel 2005 nella Riserva naturale speciale del Sacro Monte di Oropa, mentre il versante che guarda verso Fontainemore rientra nella Riserva naturale Mont Mars.

## Punti di appoggio
- Capanna Renata
- Rifugio Rosazza
- Rifugio Barma